# Aimé Maeght
Aimé Maeght   (Hazebrouck, 27 d'abril de 1906 - Sant Laurenç de Var, 5 de setembre de 1981) fou un gravador, litògraf, marxant d'art, galerista, filantrop, editor, productor de cinema i creador de la Fundació Maeght, prop de Niça i està dedicada a l'art modern i contemporani del segle xx.